# SMS Tegetthoff (1912)
Pour les autres navires du même nom, voir SMS Tegetthoff.
Le SMS Tegetthoff est un cuirassé Dreadnought de 1re classe (Schlachtschiff) de classe Tegetthoff, construit à Trieste par les chantiers navals de la Stabilimento Tecnico Triestino pour la Marine austro-hongroise (K.u.K. Kriesgmarine).
C'est le deuxième cuirassé, après  le SMS Tegetthoff de 1878, à porter le nom de Wilhelm von Tegetthoff (1827-1871), ancien amiral de la Marine austro-hongroise.

## Conception

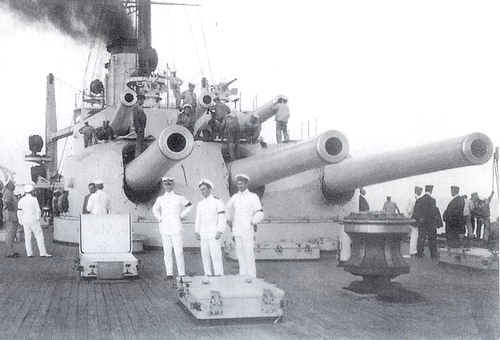
Tourelle triple

Les navires de classe Tegetthoff ont été parmi les premiers à utiliser des tourelles triples pour l'artillerie lourde.

## Histoire
Avant la Première Guerre mondiale, le Tegetthoff a été affecté à la 1re division cuirassée de la marine austro-hongroise. Il a participé, à le veille du conflit, avec ses sister-ships SMS Viribus Unitis et SMS Prinz Eugen, à la fuite des deux navires allemands SMS Goeben et SMS Breslau  du détroit de Messine, pour échapper à la flotte britannique.

Au début du conflit, le Tegetthoff a participé au bombardement de la ville italienne d'Ancône. Puis à cause du barrage d'Otrante, immobilisant la flotte austro-hongroise en mer Adriatique, il resta dans le port de Pula.

En 1918, la flotte austro-hongroise tenta un raid pour la libération du blocus au canal d'Otrante, et perdit le SMS Szent István. Après la fin de la guerre, le Tegetthoff fut remis à l'Italie dans le port de Venise. Il joua un rôle dans le film Eroi di nostri relatant le naufrage du SMS Szent István. Puis il a été abandonné puis démantelé à La Spezia en 1924-25.